# Мсіла (вілаєт)
Мсіла (араб. ولاية المسيلة‎‎) — вілаєт Алжиру. Адміністративний центр — м. Мсіла. Площа — 18 718 км². Населення — 991 846 осіб (2008).

## Географічне положення
На північному заході межує з вілаєтом Медея, на півночі — з вілаєтами Буїра та Бордж-Бу-Арреридж, на північному сході — з вілаєтом Сетіф, на сході — з вілаєтами Батна та Біскра, на півдні та заході — з вілаєтом Джельфа.

## Адміністративний поділ
Поділяється на 15 округів та 47 муніципалітетів.
| Алжир | Це незавершена стаття з географії Алжиру. Ви можете допомогти проєкту, виправивши або дописавши її. |